# Teresa Urrea
Teresa Urrea, "La Santa de Cabora" (Ocoroni, Sinaloa, México; 15 de octubre de 1873 - Clifton, Arizona, Estados Unidos; 11 de enero de 1906) (32 años). Fue una mística mexicana, famosa en su época por sus conocimientos en medicina herbolaria y santidad, fue un personaje decisivo en eventos políticos e insurrecciones en contra de la dictadura de Porfirio Díaz en Chihuahua y Sonora a finales del siglo XIX.

## Origen
Teresa Urrea era hija natural de un poderoso hacendado, Tomás Urrea, entonces residente en Sinaloa, pero cuyo origen y principales propiedades se encontraban en la ciudad de Álamos, Sonora; y de una indígena tehueco, Cayetana Chávez. A su nacimiento fue bautizada como García Nona María Rebeca Chávez, pues no fue inicialmente reconocida como hija de Tomas Urrea. 
Teresa pasó gran parte de su niñez en el pueblo de Aquihuiquichi, Sonora, en compañía de su madre y una tía, en las inmediaciones de Cábora, donde su padre y la esposa de éste se habían trasladado a residir en 1880.

## Poderes milagrosos
En 1888, cuando tenía 14 años, murió su madre, y buscando la protección de su padre se trasladó a Cábora en su búsqueda, Tomás Urrea no solo la recibió de buen grado, sino que la reconoció legalmente como hija suya, siendo su nombre a partir de ese momento, Teresa Urrea. Dos años después, en 1890, ocurrió el evento que supondría una inflexión en su vida y sobre todo en fama de santidad, sufrió un ataque de catalepsia, estado en el que quedó sumida durante catorce días, ante la creencia de que había muerto, su padre preparó su funeral, y cuando era velada volvió en sí, la noticia de su "resurrección" causó estupor y extendió rápidamente por toda la comarca cercana, tanto de Sonora como de Chihuahua. Pronto comenzó a manifestar dones de profecía y éxtasis, llegaron a entrevistarla periodistas mexicanos y estadounidenses que a través de periódicos de la época, como "El Monitor" y "El Tiempo" propagaron su fama más allá del pequeño pueblo de Cábora y pronto comenzaron a llegar cientos de peregrinos de Sonora, Sinaloa y Chihuahua. Su fama fue sobre todo creciente entre los indígenas yaquis y mayos y entre muchos habitantes serranos, era sobre todo conocida por sus supuestas curaciones milagrosas, pero también por sus frecuentes discursos en contra de la injusticia contra los grupos oprimidos, este hecho pronto despertó recelos del gobierno de Porfirio Díaz y también simpatías entre los grupos que sentían la opresión oficial.

## Sublevaciones
La influencia de Teresa Urrea fue decisiva para cuando menos dos sublevaciones, la primera de ellos la de los habitantes de Tomochi, Chihuahua, que la habían visitado en 1890 buscando la cura para la enfermedad mortal de uno de sus habitantes, sin embargo, volvieron convencidos de la santidad de la joven y de la justicia de sus postulados, el líder de los tomochitecos, Cruz Chávez, tendría correspondencia con ella hasta 1891 cuando fue muerto por el ejército que aplastó la Rebelión de Tomóchic. Un año después, en 1892, fueron los indios mayos los que se rebelaron contra el gobierno, y para no dejar lugar a dudas sobre su inspiración, su grito de guerra fue ¡Viva la Santa de Cábora!.

## Exilio
Ante esto, el gobierno de Porfirio Díaz la acusó formalmente de ser la instigadora de las rebeliones y junto con su padre fue aprehendida, pero en consideración al nivel social de su padre y ante la necesidad de alejarla de sus partidarios, fue deportada a Estados Unidos, por Nogales, Arizona, donde permaneció hasta su muerte en 1906, en el pueblo de Clifton.